# Katharina Willkomm

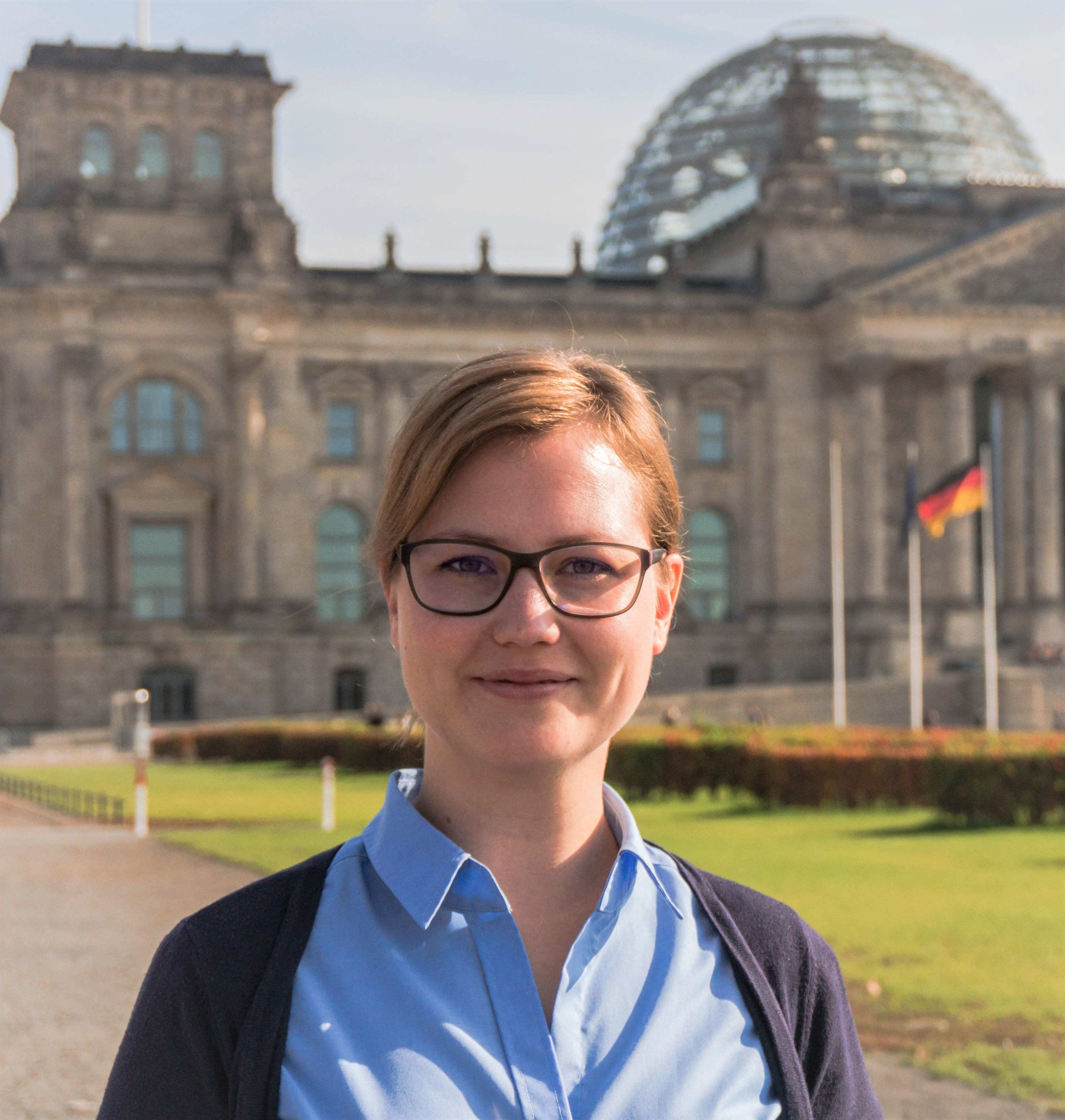
Katharina Willkomm vor dem Reichstagsgebäude, 2019

Katharina Willkomm (geborene Kloke, * 19. Februar 1987 in Düsseldorf) ist eine deutsche Politikerin (FDP) und Rechtsanwältin. Sie war von 2017 bis 2021 und von 2023 bis 2025 Mitglied des Deutschen Bundestages.

## Leben und Beruf
Nach dem Abitur am Erasmus-Gymnasium Grevenbroich absolvierte Willkomm an der Universität Bonn das Studium der Rechtswissenschaften, das sie mit dem ersten Staatsexamen beendete. Nach dem anschließenden Referendariat beim Landgericht Aachen legte sie 2017 das zweite Staatsexamen ab. Seitdem ist sie als Rechtsanwältin in einer Kanzlei in Stolberg tätig.
Willkomm ist verheiratet. Sie ist römisch-katholischer Konfession.

## Politik
Willkomm gehört seit 2014 dem Kreisvorstand der Dürener FDP an und war zuvor bei den Jungen Liberalen auf Landesebene aktiv. Seit Januar 2023 ist Willkomm Mitglied des Landesvorstands der FDP Nordrhein-Westfalen. Während ihres Studiums arbeitete sie unter anderem im Landtag NRW für einen Abgeordneten. Im Dürener Stadtrat war sie als sachkundige Bürgerin tätig.
Bei der Bundestagswahl 2017 kandidierte Willkomm im Bundestagswahlkreis Düren und gewann 5,9 Prozent der abgegebenen Stimmen. In gesamten Land Nordrhein-Westfalen gewann die FDP 13,1 Prozent, sodass sie als 20. der Landesliste in den Bundestag einzog.
Willkomm war Sprecherin für Verbraucherschutz der FDP-Bundestagsfraktion.
Ab Januar 2018 war Willkomm ordentliches Mitglied im Ausschuss für Recht und Verbraucherschutz des Bundestages und im Wahlprüfungsausschuss. Darüber hinaus war sie stellvertretendes Mitglied im Ausschuss für Gesundheit sowie im 1. Untersuchungsausschuss der 19. Wahlperiode des deutschen Bundestages zum Anschlag auf dem Berliner Breitscheidplatz am 19. Dezember 2016. Im Januar 2019 wechselte Willkomm als stellvertretendes Mitglied vom Petitionsausschuss in den Ausschuss Digitale Agenda und war zudem noch stellvertretendes Mitglied des Wahlausschusses. Bei der Bundestagswahl 2021 erhielt sie kein Mandat und schied aus dem Bundestag aus. Am 7. August 2023 rückte sie für Alexander Graf Lambsdorff ins Parlament nach. Da die FDP bei der Bundestagswahl 2025 an der Fünf-Prozent-Hürde scheiterte, wurde auch Willkomm nicht wieder ins Parlament gewählt.